# Waterwet
De Nederlandse Waterwet voegt sinds 22 december 2009 de volgende acht voorgaande waterbeheerwetten samen:
1. Wet op de waterhuishouding
2. Wet verontreiniging oppervlaktewateren
3. Wet verontreiniging zeewater
4. Grondwaterwet 1952
5. Wet droogmakerijen en indijkingen
6. Wet op de waterkering
7. Wet beheer rijkswaterstaatswerken (de 'natte' delen daarvan)
8. Waterstaatswet 1900 (het 'natte' gedeelte ervan).

Daarnaast is vanuit de Wet bodembescherming de regeling voor waterbodems ondergebracht in de Waterwet.

## Uitvoeringsregelgeving
De Waterwet regelt niet alles. Voor bepaalde onderwerpen geldt dat deze nader moeten worden uitgewerkt in onderliggende regelgeving: het Waterbesluit (een algemene maatregel van bestuur), de Waterregeling (een ministeriële regeling) of in verordeningen van waterschappen en provincies. Deze uitvoeringsregels traden tegelijkertijd met de Waterwet in werking.

## Nieuwe eisen watersystemen
De Waterwet vormt de basis voor normen die aan watersystemen kunnen worden gesteld. Voor primaire waterkeringen blijken de normen uit de wet zelf, andere normen voor rijkswateren worden opgenomen in het Waterbesluit of de Waterregeling. Voor de regionale wateren zullen de verordeningen en plannen van de provincies normen bevatten.
Zo maakt de Waterwet het mogelijk om normen te stellen voor watersystemen ter voorkoming van onaanvaardbare wateroverlast. Hiermee wordt de bestaande praktijk van peilbesluiten of streefpeilen voortgezet. Een waterpeil heeft door het grondgebruik een sterke relatie met de ruimtelijke ordening. In situaties van watertekorten geeft de Waterwet de mogelijkheid de ene functie boven de andere te laten prevaleren (de 'verdringingsreeks').
Ook geeft de Waterwet normen voor de bergings- of afvoercapaciteit van regionale watersystemen. Het regionale watersysteem dient zo te worden ingericht dat bij hoog water voldoende water kan worden geborgen of afgevoerd.

## Verplichtingen waterbeheerders
De waterbeheerders zijn ook verplicht te voldoen aan een aantal belangrijke waterkwaliteitseisen. Voor de oppervlaktewaterkwaliteit gelden chemische en ecologische kwaliteitsnormen. Voor de grondwaterkwaliteit gelden alleen chemische kwaliteitsnormen. Voor waterkwaliteitsnormen verwijst de Waterwet naar stoffenlijsten en normen die zijn vastgelegd in de Wet milieubeheer, de Kaderrichtlijn Water en de Grondwaterrichtlijn. Het in 2009 van kracht geworden Besluit kwaliteitseisen en monitoring water (kortweg AMvB Doelstellingen genoemd) vervult hierbij een sleutelfunctie voor de waterbeheerders.

## Instrumenten
De Waterwet biedt de volgende bestuurlijk-juridische instrumenten voor het uitvoeren van het waterbeleid.

### Waterakkoorden en bestuurlijke afspraken
Waterbeheerders kunnen via waterakkoorden afspraken maken met andere overheden over het te voeren waterbeheer. Dit akkoord is vormvrij en kan over alle onderwerpen van waterbeheer gaan. Ook biedt de wet de mogelijkheid om tot bestuurlijke afspraken te komen tussen een waterschap en een gemeente. Deze laatste mogelijkheid is procedureel eenvoudiger.

### Legger
De waterbeheerder dient leggers van waterstaatswerken op te stellen. Dit zijn registers waarin wordt aangegeven aan welke eisen de waterstaatswerken moeten voldoen voor wat betreft ligging, vorm, afmeting en constructie. In een legger worden ook de beheergrenzen en de beschermingszones van waterstaatswerken duidelijk aangegeven. Om een voorbeeld te geven: bij een kering hoort vaak een beschermingszone waarin alleen onder strikte voorwaarden activiteiten mogen plaatsvinden, zodat de stabiliteit van de dijk niet in gevaar wordt gebracht. De waterschappen zijn al bekend met de legger. Voor Rijkswaterstaat is dit een nieuwe verplichting.

### Projectplan
Een waterbeheerder kan een waterstaatswerk aanleggen of wijzigen door middel van een projectplan, dat een beschrijving geeft van het werk en de wijze waarop het aanleggen of wijzigen zal worden uitgevoerd. Voor belangrijke waterstaatswerken wordt gebruikgemaakt van een projectprocedure. Dit geldt in ieder geval voor primaire waterkeringen. Ook op projecten van spoedeisend belang en bovenlokale betekenis kan de projectprocedure van toepassing zijn. In welke gevallen daarvan sprake is, is vastgelegd in de verordening van de provincie. Voor projectplannen die de projectprocedure doorlopen is goedkeuring vereist van Gedeputeerde Staten.
De provincie is hierbij verder verantwoordelijk voor een gecoördineerde aanpak.

### Gedoog- en duldplichten
Rechthebbende burgers en bedrijven moeten sommige waterbeheeractiviteiten gedogen of dulden. Deze inbreuken op rechten, zoals het eigendomsrecht, worden gedoogplichten genoemd. Zo mag op gronden, gelegen aan of in een watersysteem, specie of maaisel dat vrijkomt bij onderhoudswerkzaamheden worden achtergelaten. Gedoogplichten zijn niet nieuw in het waterbeheer. Nieuw is wel dat eigenaren van gronden kunnen worden geconfronteerd met een plicht om in een bergingsgebied de tijdelijke berging van water te dulden. Of er sprake is van een bergingsgebied is vastgelegd in de leggers en in het gemeentelijke bestemmingsplan.

### Algemene regels en de integrale watervergunning
Een belangrijk uitgangspunt van de Waterwet is dat zo veel mogelijk activiteiten onder algemene regels vallen. Zodoende is vooraf voor iedereen duidelijk wat wel en wat niet kan. Niet alles is echter in algemene regels vast te leggen en voor deze activiteiten in, op, onder of over watersystemen introduceert de Waterwet de integrale watervergunning.
In de Waterwet gaan zes vergunningen uit eerdere wetten op in één watervergunning. Het gaat hierbij om een scala van activiteiten dat voorheen door de afzonderlijke wetten werd gereguleerd, zoals het lozen van verontreinigende stoffen op oppervlaktewater, het onttrekken van grondwater of het bouwen op een dijk.
De watervergunning kan bij de gemeente, maar ook rechtstreeks bij het bevoegde gezag, worden aangevraagd. Als ook een omgevingsvergunning nodig is, kan die samen met de watervergunning, bij hetzelfde loket worden aangevraagd. De gemeente zorgt vervolgens voor doorzending naar de juiste bevoegde instanties. 
Als de aanvraag van een watervergunning betrekking heeft op handelingen waarvoor verschillende bestuursorganen bevoegd zijn, wordt de beslissing op de aanvraag in beginsel genomen door het hoogste bevoegde gezag. Bestuursorganen kunnen onderling echter tot een andere werkformule besluiten.

## Wetsvoorstel, parlementaire behandeling en inwerkingtreding
Nadat de staatssecretaris van Verkeer en Waterstaat in 2004 de Hoofdlijnennotitie integratie waterwetgeving aan de Tweede Kamer heeft aangeboden, is het traject van totstandkoming van de Waterwet ingezet. Dit traject heeft een wetsvoorstel opgeleverd dat, na verwerking van het advies van de Raad van State, op 28 september 2006 aan de Tweede Kamer is aangeboden.
Het voorstel is vervolgens bekeken in de Tweede Kamer, waarna een hoorzitting met de belangrijkste betrokken maatschappelijke en private partijen heeft plaatsgevonden op 22 maart 2007. Eind 2007 zijn de Nota naar aanleiding van het Verslag en de Nota van Wijziging van het wetsvoorstel Waterwet opgestuurd aan de Tweede kamer. De nota van wijziging bevat drie wijzigingen:
- Het wetsvoorstel is aangepast aan enkele ontwikkelingen die zich sinds de indiening van het wetsvoorstel op nationaal en Europees niveau hebben voorgedaan. Het gaat om de totstandkoming van de Wet modernisering waterschapsbestel, de Wet gemeentelijke watertaken, de nieuwe Wet ruimtelijke ordening en de Europese hoogwaterrichtlijn.
- Een verdere uitwerking op wetsniveau van het reeds in de memorie van toelichting aangekondigde voornemen om te komen tot één loket voor zowel de watervergunning als de omgevingsvergunning, het zogenaamde omgevingsloket.
- Verbeteringen van technische aard, mede n.a.v. reacties en commentaren van andere overheden en maatschappelijke organisaties.

Het aangepaste wetsvoorstel is inmiddels door de Tweede en Eerste Kamer aangenomen.
Bij de wet hoort ook de Invoeringswet, waarin naast allerlei juridische aspecten vooral ook aandacht wordt besteed aan de problematiek van de waterbodemsanering, het toezicht en de handhaving alsook het overgangsrecht.
De Waterwet, inclusief uitvoeringsregelgeving en invoeringswet, is per 22 december 2009 in werking getreden.

## Wijzigingen
Watervergunningen werden tot 1 januari 2024 nog steeds geregeld via de Waterwet van 2009. Sinds de inwerkingtreding van de Omgevingswet worden er geen integrale watervergunningen meer verleend, maar een of meerdere omgevingsvergunningen voor een Wateractiviteit.